# Entyloma asterisci-maritimi
Entyloma asterisci-maritimi är en svampart som beskrevs av Vánky 1988. Entyloma asterisci-maritimi ingår i släktet Entyloma och familjen Entylomataceae.   Inga underarter finns listade i Catalogue of Life.